# Grallaire des Andes
Grallaria andicolus
Espèce
Synonymes
- Grallaria andicola (Cabanis, 1873)[2]

Statut de conservation UICN

 LC  : Préoccupation mineure
La Grallaire des Andes (Grallaria andicolus) est une espèce d'oiseaux de la famille des Grallariidae.

## Répartition
Cette espèce est présente au Pérou et en Bolivie. 

## Habitat
Elle vit dans la forêt tropicale humide de montagne ainsi que dans les prairies de Polylepis[réf. nécessaire].

## Liste des sous-espèces
Selon la classification de référence du Congrès ornithologique international (version 10.2, 2020) :
- sous-espèce Grallaria andicolus andicolus (Cabanis, 1873)
- sous-espèce Grallaria andicolus punensis Chubb, C, 1918